# 上甘棠村
25°09′09″N 111°10′56″E / 25.15250°N 111.18222°E
上甘棠村位于中国湖南省永州市江永县夏层铺镇，是以周姓为主的血缘聚落，2007年被列为中国历史文化名村。
上甘棠村主要建筑有步瀛桥、文昌阁、忠厚祠、寿萱亭、门坊、槽门、沿河石围墙、码头、古驿道等。步瀛桥位于村口，是一座三孔石拱桥，始建于北宋靖康元年（1126年），长30米，宽4.5米，拱高5米。文昌阁在步瀛桥旁，始建于明万历四十八年（1620年），面阔进深均为三间（10.5米），高四层，下两层为砖砌，上两层为木构。村内现存明代、清代民居176栋，总建筑面积约2万平方米。